# Maîche
Maîche ist eine französische Gemeinde mit 4.226 Einwohnern (Stand: 1. Januar 2022) im Département Doubs in der Region Bourgogne-Franche-Comté. Sie ist Hauptort des Kantons Maîche im Arrondissement Montbéliard.

## Geographie
Maîche liegt auf 780 m, ungefähr auf halbem Weg zwischen Montbéliard und Morteau, etwa 30 Kilometer südlich der Stadt Montbéliard (Luftlinie). Das Dorf erstreckt sich im Jura, am Südwestfuß des Mont Miroir, in einer zum Tal des Dessoubre im Nordwesten geöffneten Mulde am Rand des weiten Hochplateaus. Das Gemeindegebiet gehört zum Regionalen Naturpark Doubs-Horloger.
Die Fläche des 17,42 km² großen Gemeindegebiets umfasst einen Abschnitt des französischen Juras. Der nördliche Teil des Gebietes wird von der Mulde von Maîche eingenommen, die topographisch zum Einzugsgebiet des Dessoubre gehört. Sie wird im Nordwesten vom Burghügel von Maîche (837 m), im Nordosten vom hier überwiegend bewaldeten Mont Miroir begrenzt, auf dem mit 981 m die höchste Erhebung von Maîche erreicht wird.
Nach Süden erstreckt sich das Gemeindeareal über eine rund 20 bis 40 Meter hohe Geländestufe auf das ausgedehnte Hochplateau, das nur schwach reliefiert ist und durchschnittlich auf 830 m liegt. Es ist überwiegend von Wiesen und Weiden bestanden, zeigt aber auch einige größere Waldflächen. Das Plateau besitzt keine oberirdischen Fließgewässer, weil das Niederschlagswasser im verkarsteten Untergrund versickert. Die südliche Grenze verläuft im Bereich der Anhöhen von Charquemont (bis 900 m). Im Südwesten reicht der Gemeindeboden auf die Höhe des Faux Verger (978 m) am Rand des tiefen Einschnitts des Dessoubre-Tals.
Zu Maîche gehören neben dem eigentlichen Ort auch neue Quartiere auf dem Hochplateau sowie verschiedene Weiler und zahlreiche Einzelhöfe, darunter:
- La Seigne (795 m) in einer Mulde westlich des Dorfes
- Saint-Michel (820 m) auf dem Hochplateau
- Les Combes (810 m) auf dem Hochplateau am Südfuß des Mont Miroir
- Le Rond Buisson (850 m) am unteren Südwesthang des Mont Miroir
- Les Bichets (823 m) auf dem Hochplateau
- Les Seignottes (825 m) auf dem Hochplateau
- Le Prélot (833 m) in einer Mulde auf dem Hochplateau

Nachbargemeinden von Maîche sind Mancenans-Lizerne, Les Bréseux und Thiébouhans im Norden, Cernay-l’Église im Osten, Charquemont, Les Écorces und Frambouhans im Süden sowie Saint-Julien-lès-Russey und Mont-de-Vougney im Westen.

## Geschichte
Seit dem Mittelalter bildete Maîche den Mittelpunkt einer Herrschaft, deren Burg sich auf dem Hügel des Vieux Château nordwestlich des Dorfes befand. Der Burgflecken Maîche existiert seit dem 13. Jahrhundert und war stets der wichtigste Ort auf dem Hochplateau zwischen den Tälern von Dessoubre und Doubs. Mit dem Bau des Château de Montalembert im Jahr 1524 am westlichen Ortsrand wurde der Herrschaftssitz hierher verlegt. Zusammen mit der Franche-Comté gelangte Maîche mit dem Frieden von Nimwegen 1678 an Frankreich.
In der zweiten Hälfte des 19. und zu Beginn des 20. Jahrhunderts erlebte Maîche einen wirtschaftlichen Aufschwung durch die Einführung der Uhrenindustrie. Die Uhren wurden zunächst hauptsächlich in Heimarbeit, ab ca. 1880 in Fabriken gefertigt. Eine bessere Verkehrsanbindung erhielt Maîche 1905 mit der Eröffnung der Schmalspurbahn (Le Tacot), die von Morteau via Maîche (Kopfbahnhof) bis nach Trévillers verkehrte. Der Betrieb dieser Eisenbahnstrecke wurde jedoch im Jahr 1952 eingestellt.

## Sehenswürdigkeiten
- Die Kirche Saint-Pierre (St. Peter) wurde von 1753 bis 1760 an der Stelle eines früheren Gotteshauses im klassischen Stil mit barocken Einflüssen errichtet. Sie besitzt eine bemerkenswerte Innenausstattung (überwiegend aus der Barockzeit), darunter eine reich skulptierte Holzkanzel und ein monumentales Altarretabel.
- Das Château de Montalembert am westlichen Ortsrand, das 1524 erbaut und in den nachfolgenden Jahrhunderten mehrfach umgestaltet und erweitert wurde, steht in einem großen französischen Park.
- Zu den weiteren wichtigen Profanbauten gehören das Château de Malseigne (aus dem 16. und 17. Jahrhundert) und das Hôtel de Granvelle (16. Jahrhundert). Im alten Ortskern sind Bürgerhäuser aus dem 17. bis 19. Jahrhundert erhalten.
- Die Chapelle des Anges (oder Chapelle Saint-Michel) erhebt sich auf der Höhe südlich des Dorfes an der Stelle eines ehemaligen Priorats. Sie wurde 1848 neu erbaut.
- Von der mittelalterlichen Burg (Vieux Château) sind Ruinen und Reste des Bergfrieds konserviert.

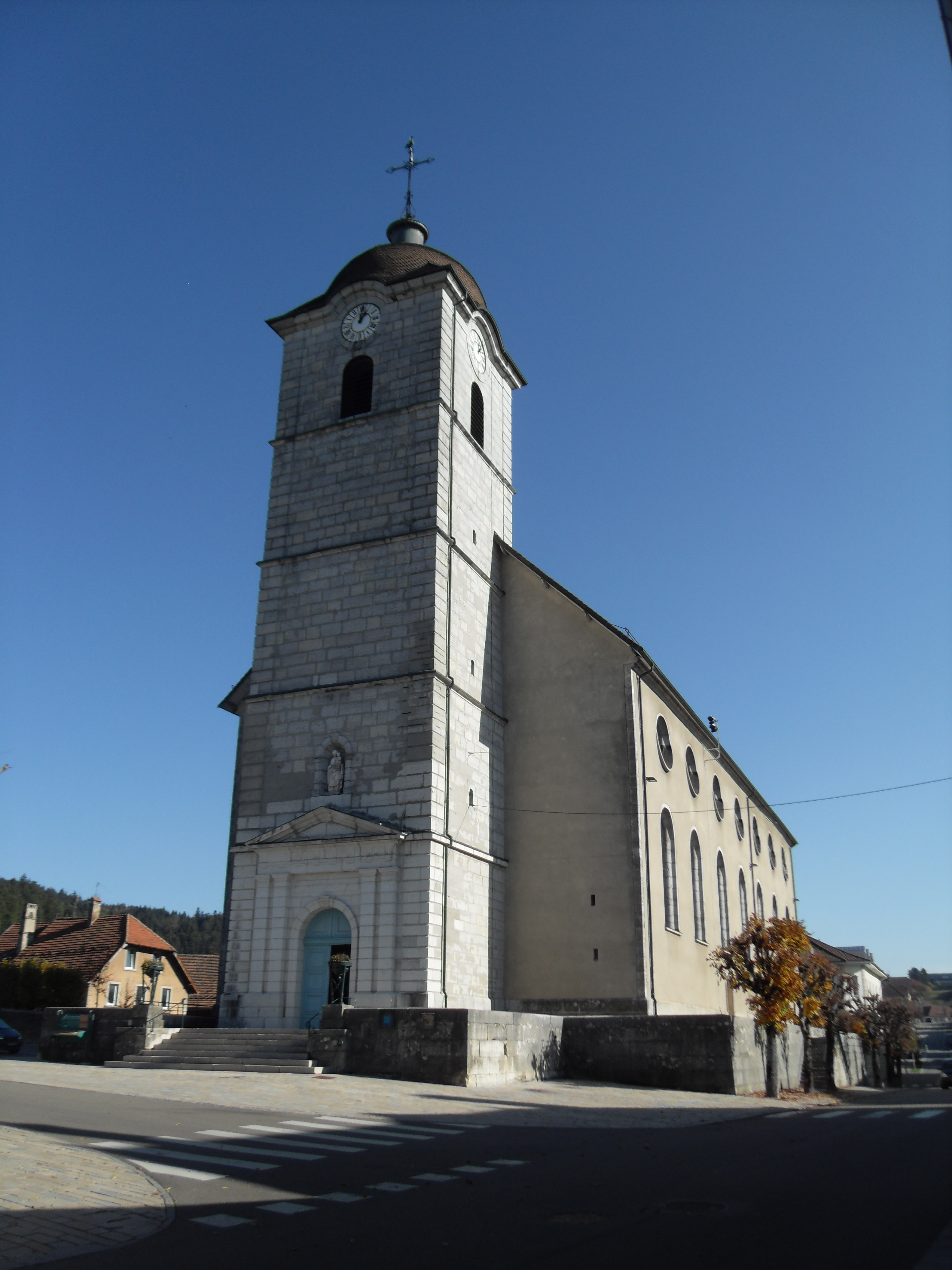
Kirche Saint-Pierre
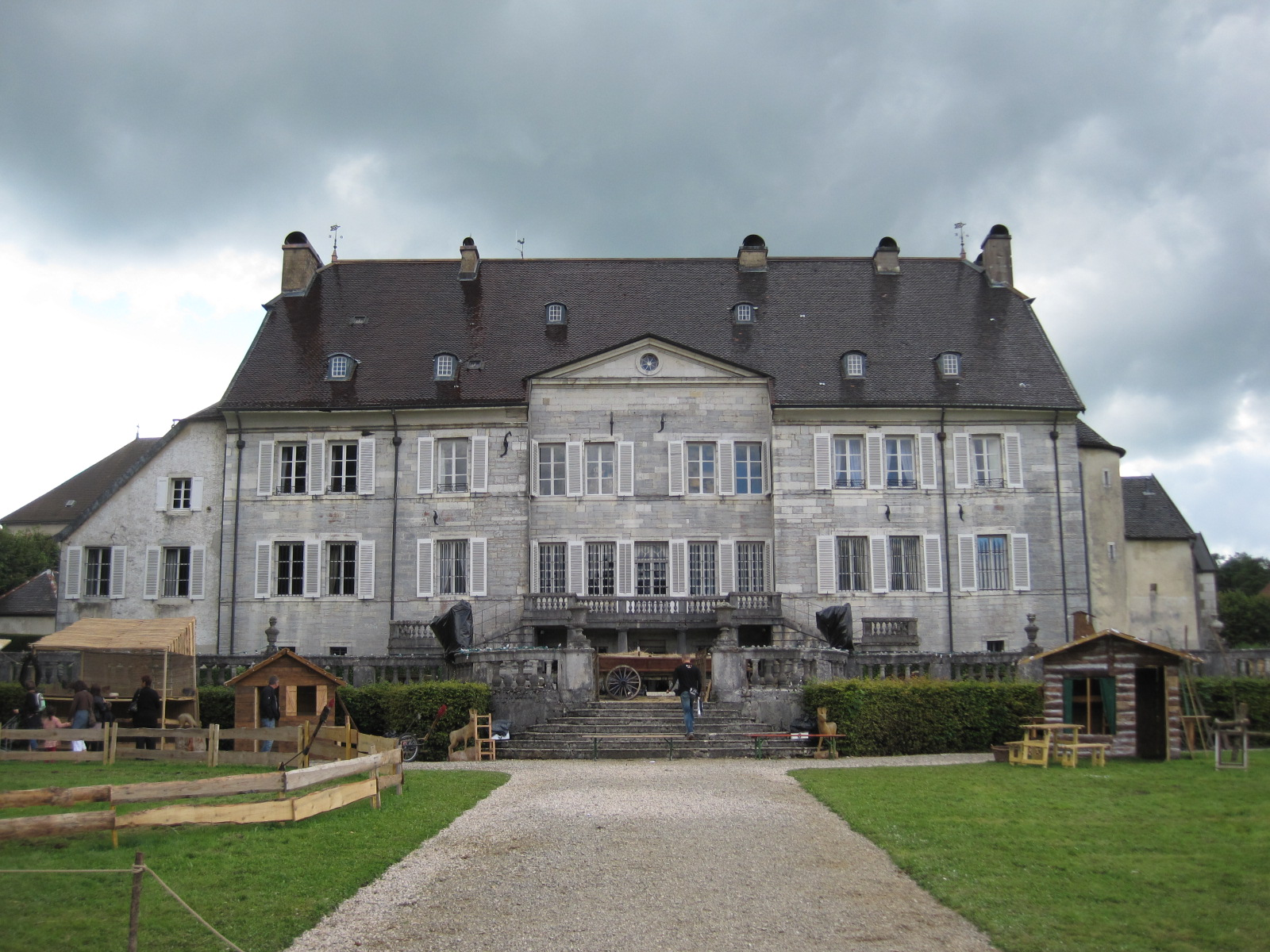
Chateau Montalembert
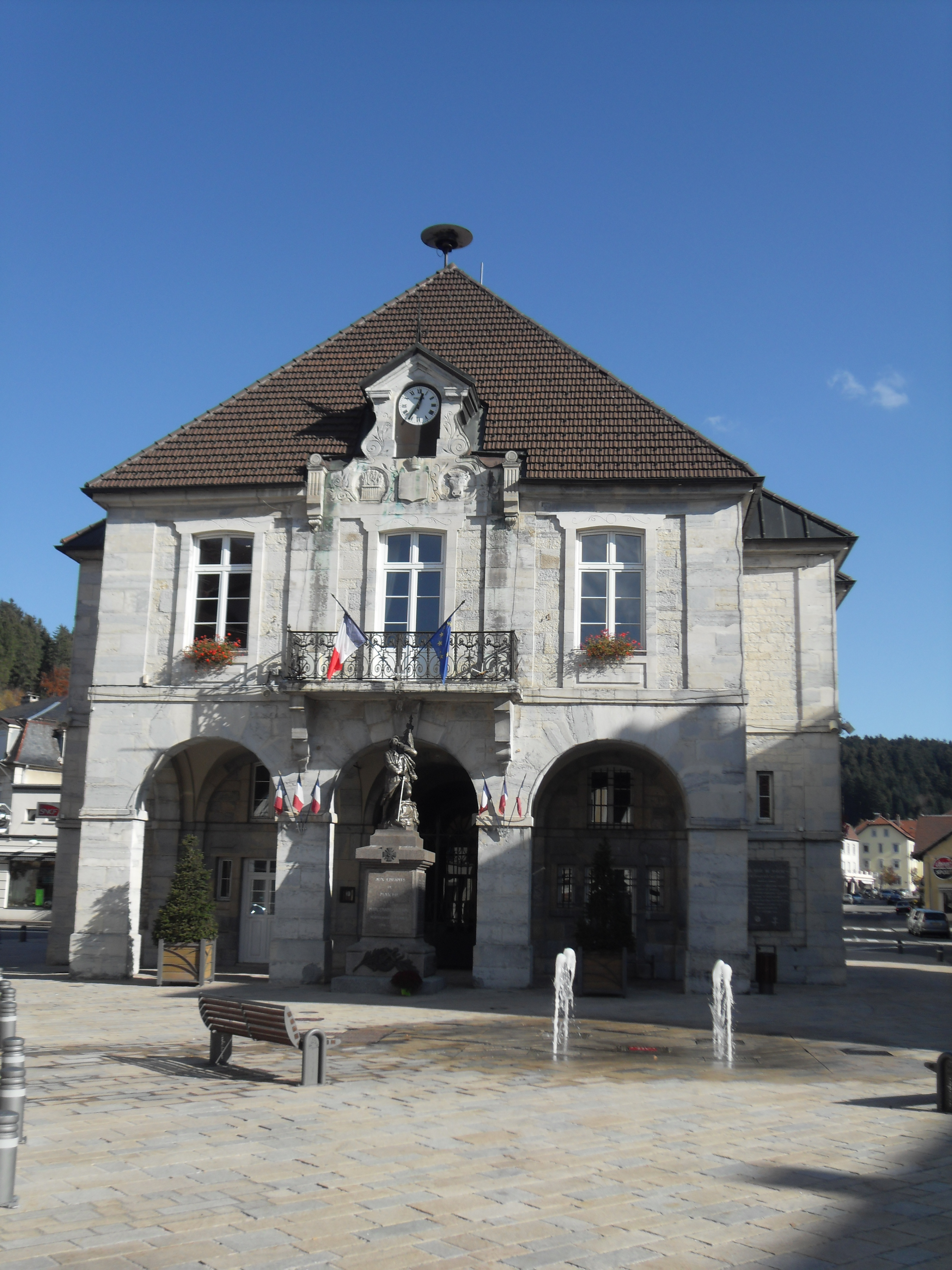
Rathaus (Hôtel de ville)

## Bevölkerung
| Jahr                       | 1962 | 1968 | 1975 | 1982 | 1990 | 1999 | 2004 | 2016 | 2020 |
| Einwohner                  | 3361 | 3714 | 4381 | 4216 | 4168 | 3978 | 3875 | 4296 | 4259 |
| Quellen: Cassini und INSEE |      |      |      |      |      |      |      |      |      |

Mit 4226 Einwohnern (Stand 1. Januar 2022) gehört Maîche zu den mittelgroßen Gemeinden des Départements Doubs. Die Einwohnerzahl stieg im Zuge der Industrialisierung von 1800 bis 1920 kontinuierlich an, bevor sie über längere Zeit stagnierte. Ein erneutes starkes Wachstum wurde von 1950 bis Mitte der 1970er-Jahre verzeichnet. Um diese Zeit erreichte die Bevölkerungszahl mit knapp 4400 Einwohnern ihren bisherigen Höchststand.

## Wirtschaft und Infrastruktur
Maîche war schon früh ein durch den Handel und die Verarbeitung der landwirtschaftlichen Produkte der Umgebung geprägter Ort. Heute nimmt es zentralörtliche Funktionen für die nähere Umgebung wahr. Maîche ist Standort verschiedener Einkaufszentren und zahlreicher Geschäfte des Einzelhandels. Im industriellen Sektor besitzt die Uhrenfabrikation zwar nicht mehr die gleiche Bedeutung wie in der ersten Hälfte des 20. Jahrhunderts, doch gibt es weiterhin mehrere Betriebe dieser Branche wie auch der Décolletage. Weitere wichtige Industriezweige sind die Mikromechanik, Galvanoplastik, Metallbau und die Holzverarbeitung. Dank des großen Gemeindegebietes spielen auch die Landwirtschaft (Viehzucht und Milchwirtschaft, Ackerbau) und die Forstwirtschaft noch eine gewisse Rolle. Ferner verfügt Maîche über zwei Collèges (Collège Mont Mirroir und das private katholische Collège St. Joseph), ein Internat und ein Institut für medizinische Ausbildung.
Die Ortschaft liegt an der Hauptstraße D437, die von Montbéliard nach Morteau führt. Weitere regional wichtige Straßenverbindungen bestehen mit La Chaux-de-Fonds, Saignelégier und Sancey-le-Grand.

## Gemeindepartnerschaften
Seit 1978 pflegt Maîche eine Gemeindepartnerschaft mit Kressbronn am Bodensee. Ebenso existiert eine Partnerschaft mit Ondougou (Mali).